# Puto tubulifer
Puto tubulifer är en insektsart som beskrevs av Danzig 1978. Puto tubulifer ingår i släktet Puto och familjen ullsköldlöss. Inga underarter finns listade i Catalogue of Life.